# Cerivastatina

Cerivastatina é um fármaco membro da classe das estatinas, usado para tratar a hipercolesterolemia e prevenir doenças cardiovasculares. Foi comercializado pela empresa farmacêutica Bayer AG no final dos anos 1990, competindo com a altamente bem sucedida atorvastatina (Lipitor) da Pfizer. A cerivastatina foi voluntariamente retirado do mercado mundial em 2001, devido a relatos de casos fatais de rabdomiólise.